# Wojciech Wilk
Wojciech Wilk (Kraśnik; 12 de Agosto de 1972 — ) é um político da Polónia. Ele foi eleito para a Sejm em 25 de Setembro de 2005 com 5501 votos em 6 no distrito de Lublin, candidato pelas listas do partido Platforma Obywatelska.